# Kölner Rudergesellschaft 1891

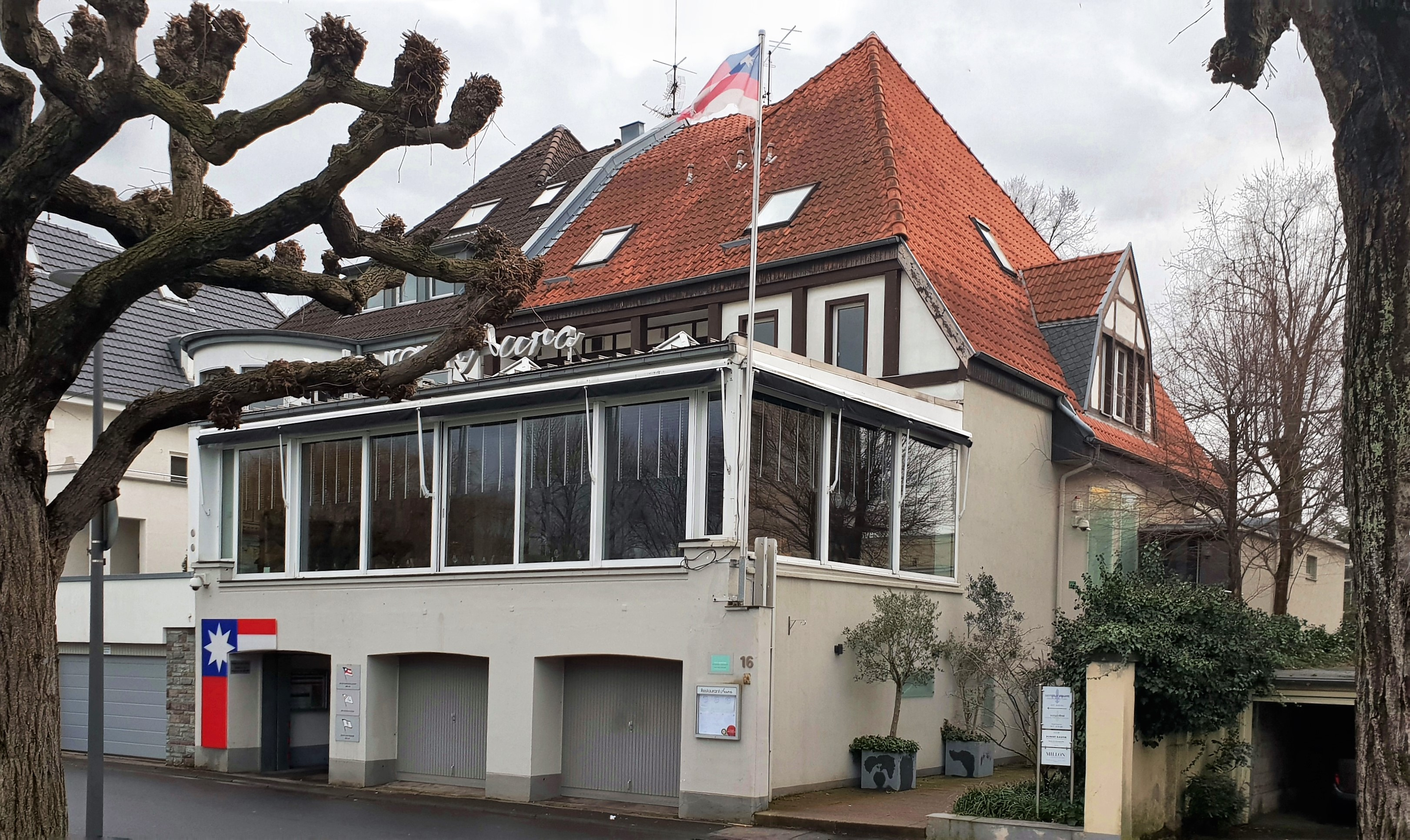
Vorderes Bootshaus der KRG an der Uferstraße, mit Gastronomie und Seminarräumen im Obergeschoss.

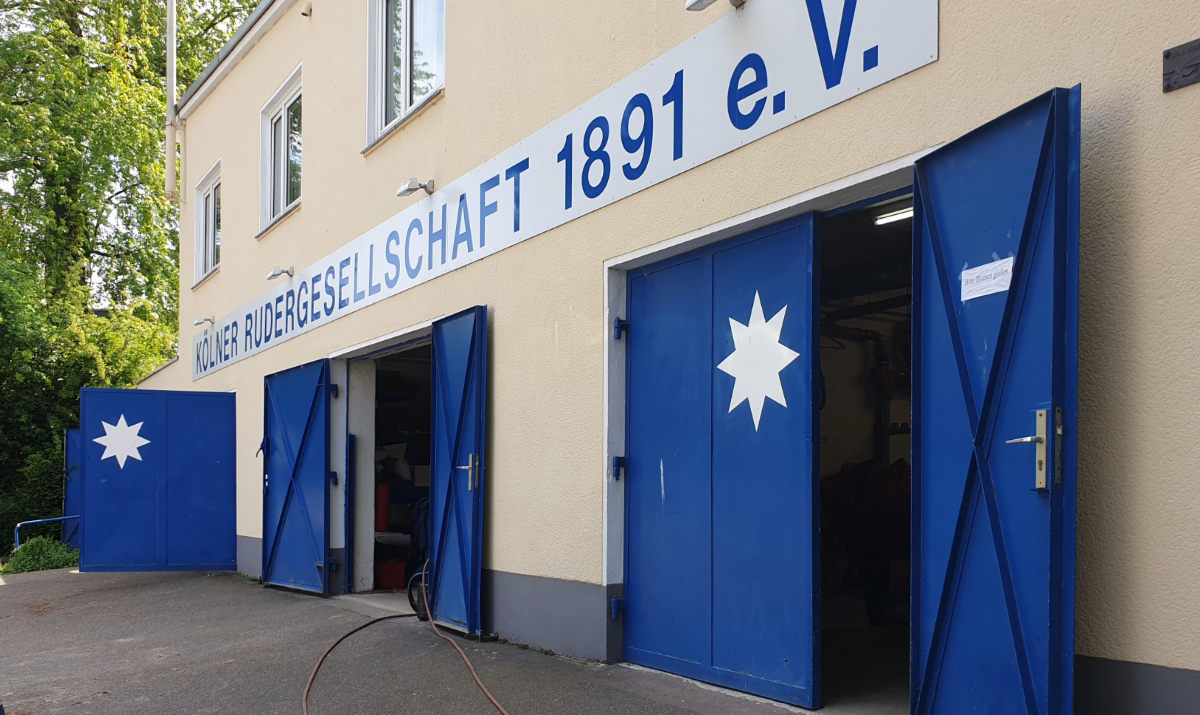
Bootshallen mit Werkstatt im Vereinsinnenhof der KRG.

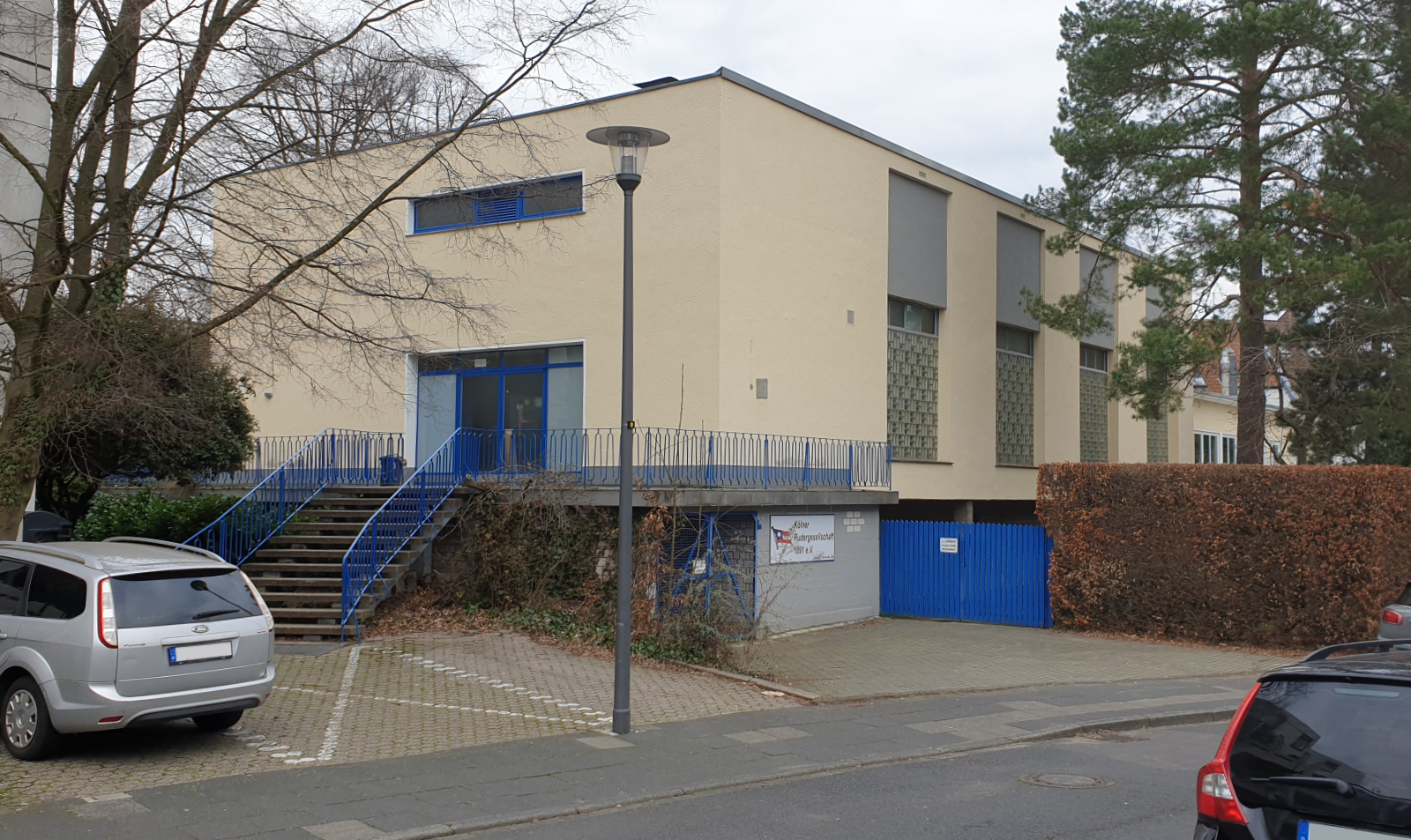
Sporthalle der KRG an der Mettfelder Straße.

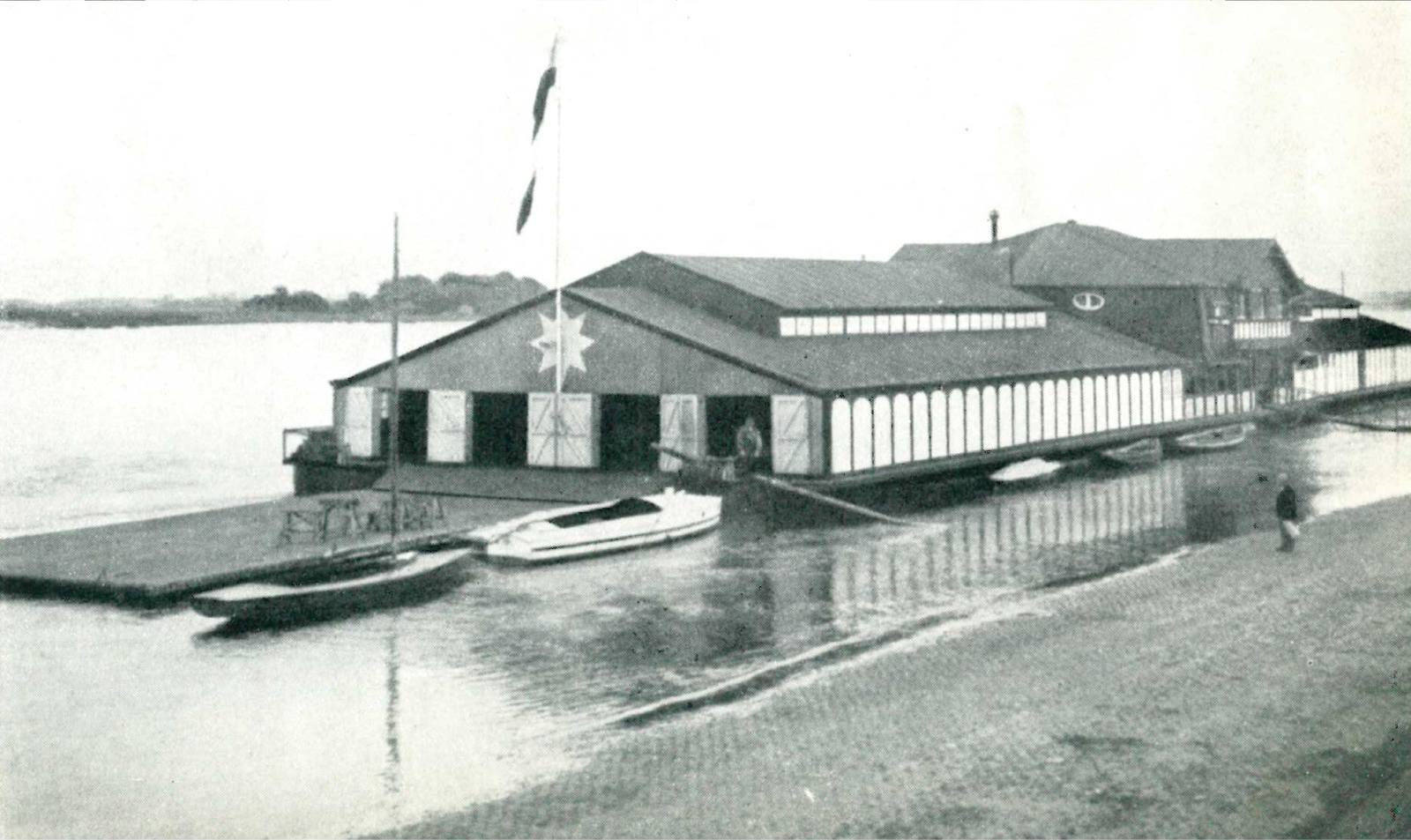
Das letzte schwimmende Bootshaus der KRG vor 1925.

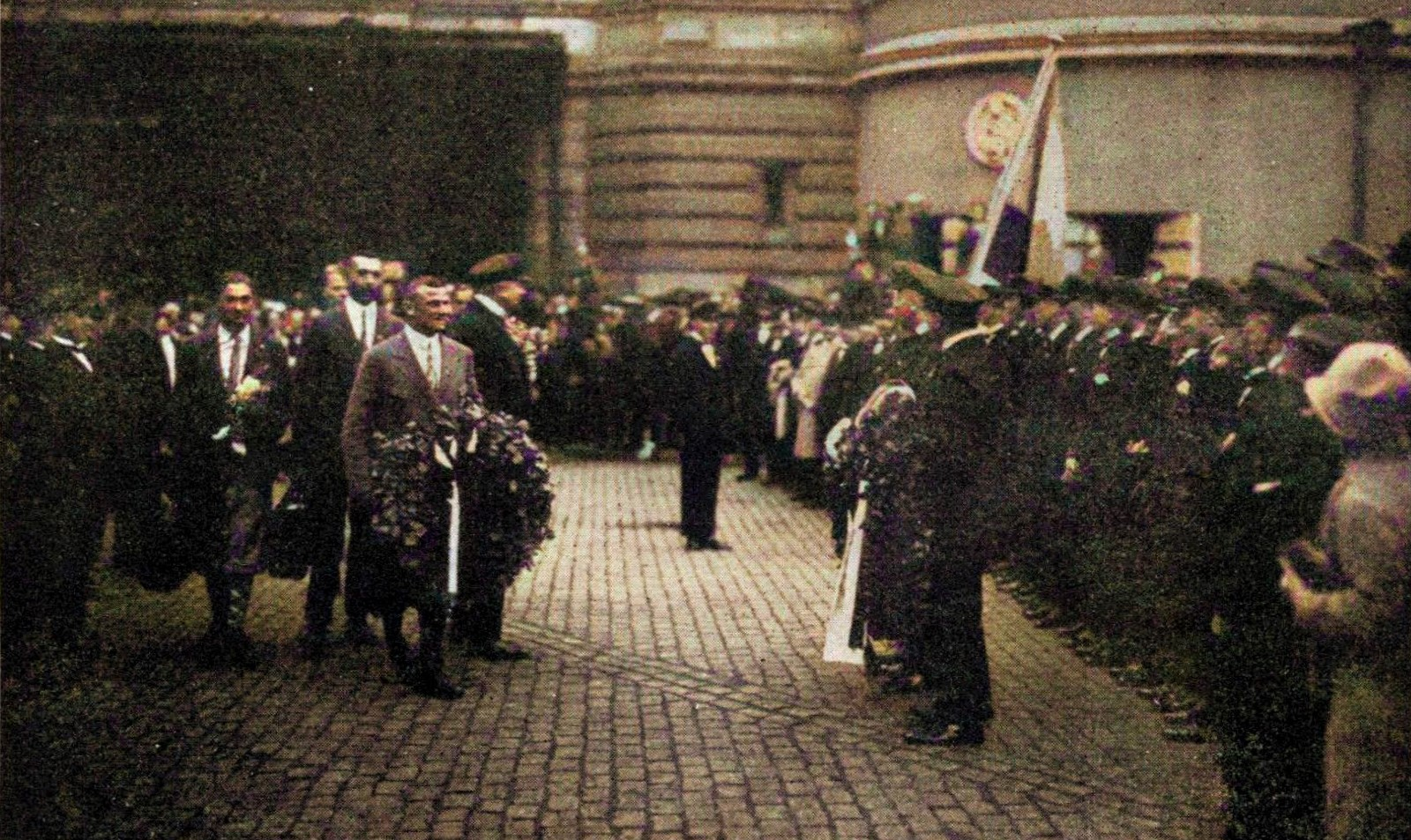
Empfang des deutschen Meisterachters der KRG von 1927 am Kölner Hauptbahnhof.

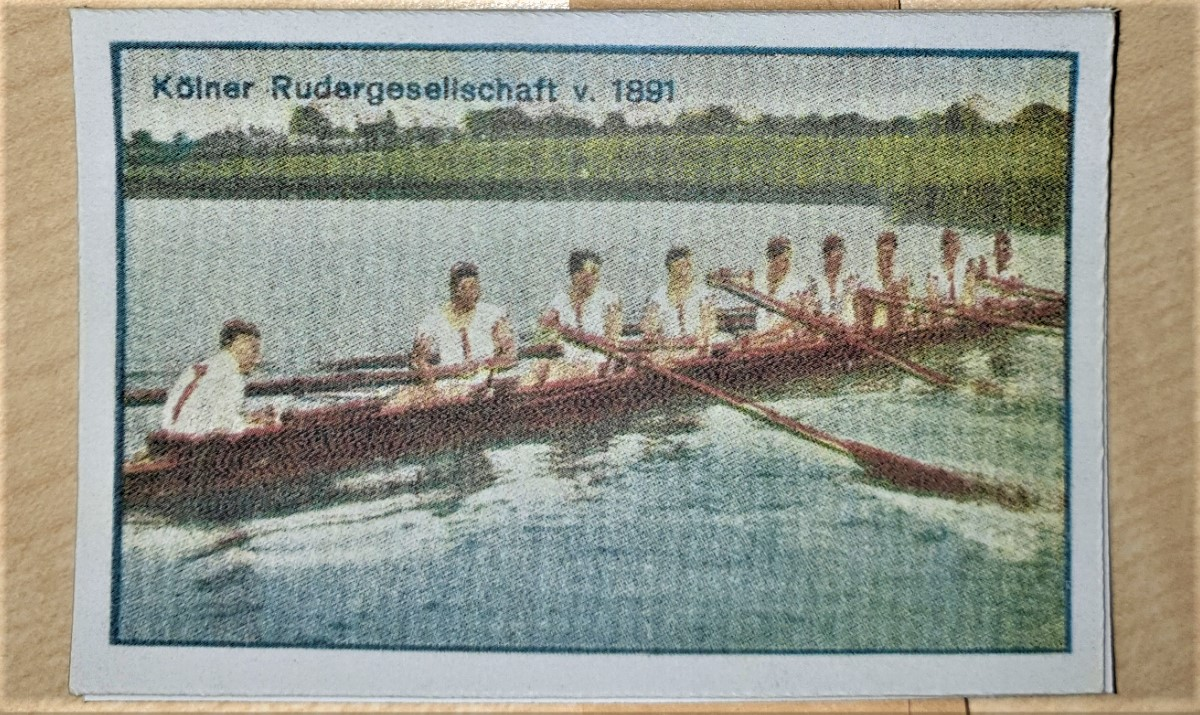
Sammelkarte der Zigarettenmarke Greiling mit der Achterriege der KRG von 1927.

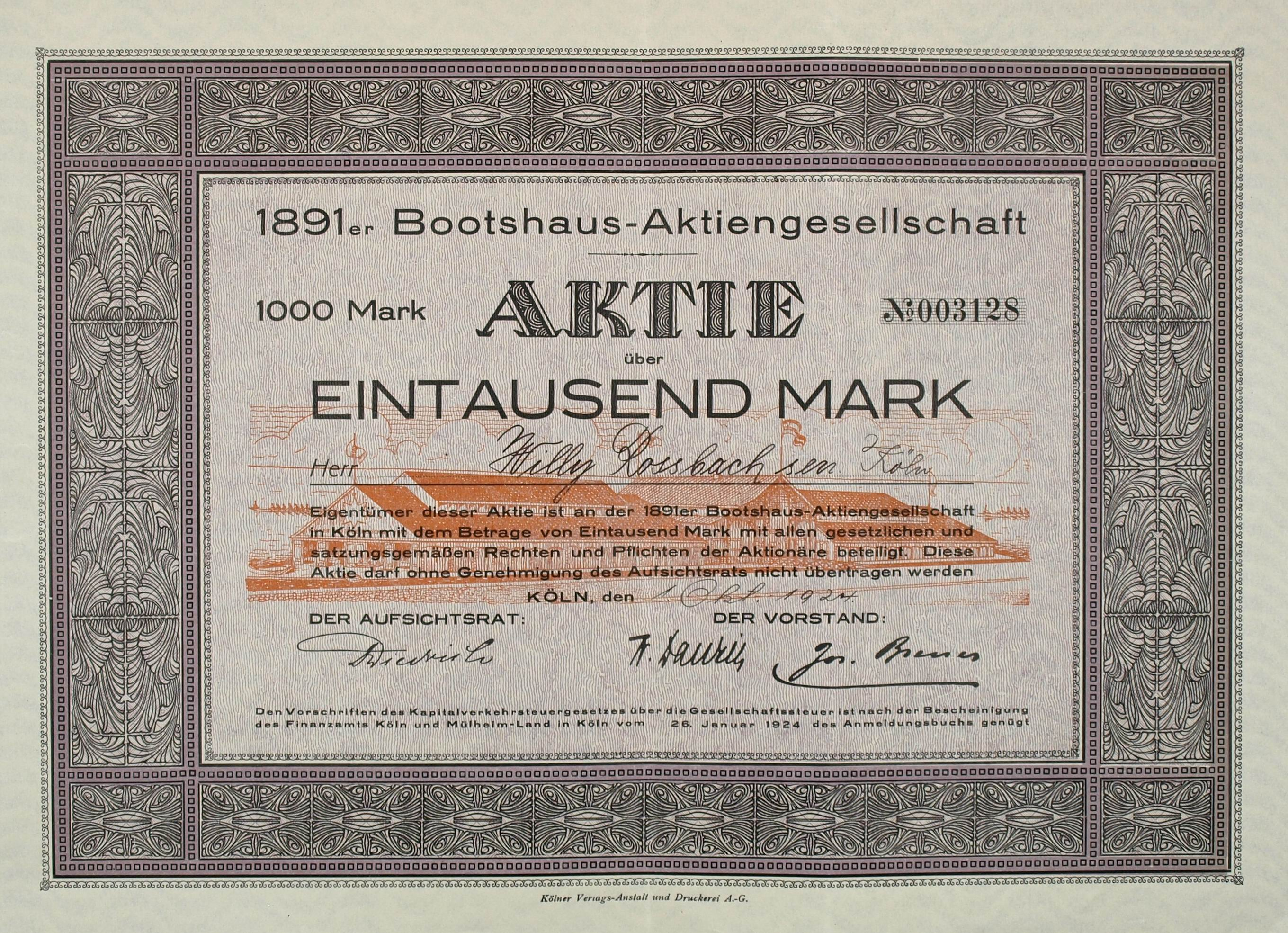
Aktie der 1891er Bootshaus-AG, die 1923 als Besitz- und Betriebsgesellschaft des Bootshauses der KRG gegründet wurde.

Die Kölner Rudergesellschaft 1891 (kurz KRG) ist der zweitälteste aktive Ruderverein in Köln. Das Bootshaus und Vereinsgelände der traditionsreichen und im Breitensport engagierten KRG liegt unmittelbar am linksrheinischen Ufer im Kölner Stadtteil Rodenkirchen. Darüber hinaus nutzt die KRG als Ausbildungsgewässer den ursprünglich für Regatten angelegten Otto-Maigler-See und unterhält Riegen in weiteren Sportarten.

## Geschichte

### Anfänge
Hervorgegangen ist die KRG aus der fünf Jahre zuvor gegründeten Cölner Rudergesellschaft 1886, die in Folge einer Verschuldung aufgrund der damals üblichen Vereinshaftung insolvent ging und ab 1891 unter ihrem heutigen Namen dauerhaft Bestand haben sollte. Einige aktive Ruderer der KRG stammten in der Anfangszeit zudem vom kurz zuvor aufgelösten CRV Union 1875 und Kölns allererstem Ruderverein, dem von 1872 bis 1890 aktiven Cölner Ruderclub.
Erster Vorsitzender der KRG war der ehemalige Rheinschwimmer Bernhard Potthast, der seine Mitstreiter nicht nur aus dem akademischen Milieu oder dem Bürgertum rekrutierte, sondern auch (für die damalige Zeit äußerst untypisch) in der Arbeiterschaft fand. So war eines der Gründungsmitglieder ein Handwerker, der Malermeister und spätere Kölner Stadtrat Conrad Ahl.
Mit einem halben Dutzend Gründungsmitgliedern, zwei eigenen Vierern ohne Ausleger und einem überbauten Floß als Bootshaus am rechtsrheinischen Ufer im Kölner Stadtteil Deutz gestartet, hatte die KRG bereits 1898 bei der Aufnahme in den Deutschen Ruderverband rund zwanzig aktive Ruderer. Als 1907 die Eintragung ins Vereinsregister erfolgte, gehörten der KRG über hundert Mitglieder an. Schon 1906 fuhr die KRG unter der Führung ihres damaligen Leistungsträgers Jupp Krüll erste sportliche Erfolge ein. 1913 war sie eines der Gründungsmitglieder des Kölner Regattaverbandes. Dank des Mitgliederzuwachses zog der Ruderverein zunächst in den innerstädtischen Kölner Rheinauhafen und anschließend in ein neues schwimmendes Bootshaus am linksrheinischen Ufer im Kölner Stadtteil Marienburg. Eine sportliche Rivalität entwickelte sich außerdem zu den neu gegründeten Rudervereinen RK Germania Köln und Kölner CfW.

### Zwischenkriegszeit
Nach dem Ersten Weltkrieg, in dem sechs aktive Mitglieder ihr Leben gelassen hatten und weitere aus Köln geflohen waren, versuchte man vor allem durch den Umzug in ein größeres Bootshaus neuen Zuwachs zu gewinnen. Hierzu hatte man unter dem damaligen Vorsitzenden Adolf Küas eine ehemalige Badeanstalt erworben, vollständig umgebaut und mit einer Bootsmeisterei, einer Kegelbahn und einem Festsaal ausgestattet (um während der Vereinssitzungen für Stimmung zu sorgen, unterhielt die KRG ab 1925 ein eigenes Orchester samt Vokalisten mit bis zu 50 Mitgliedern). Damit besaß der Ruderverein zu jener Zeit nicht nur eines der größten Bootshäuser Deutschlands, sondern konnte mit Gustav Gehrmann erstmals auch einen eigenen Trainer verpflichten, der den Bootspark umfangreich modernisieren und ein erstes vereinseigenes Motorboot anschaffen ließ. Um den Sportstättenbetrieb auch finanziell abzusichern, hatte man eine eigene Aktiengesellschaft gegründet.
Unter der neuen sportlichen Leitung holte die KRG auf Regatten bis 1928 zahlreiche Siege in verschiedenen Bootsklassen und avancierte so neben dem Berliner RC, dem Bremer RV 1882 und dem Mainzer RV 1878 zu den führenden leistungssportlichen Rudervereinen der Zwischenkriegszeit. 1925 gewann man erstmals den sogenannten Kölner Stadtachter, die regionale Regatta aller in der Kölner Bucht ansässigen Rudervereine (insgesamt fuhr die KRG sieben Siege ein). Im gleichen Jahr bildete man mit Schülern aus verschiedenen Kölner Gymnasien eine erste Schülerriege, für die im Beisein des damaligen Kölner Oberbürgermeisters Konrad Adenauer zwei neue Rennboote getauft wurden. Die seit 1910 in der KRG aktiven Frauen gründeten 1927 außerdem unter der Leitung von Emmy Rockstroh ihre eigene Damenriege, die Jahre später auf 59 Mitglieder anwachsen sollte, jedoch vorerst nur am Stilrudern teilnehmen durfte.
Insgesamt erlebte die KRG im wirtschaftlichen Aufschwung der Goldenen Zwanziger ihre erfolgreichsten Rennjahre. Im Vierer ohne Steuermann holte die KRG bei der Deutschen Meisterschaft 1925 in Hannover den Silberpokal, während im Jahr darauf bei der Deutschen Meisterschaft in Schweinfurt der Gesamtsieg gefeiert werden konnte. Der Achter der KRG erreichte in seiner Disziplin im selben Jahr zunächst den zweiten Platz. Den Gesamtsieg der Deutschen Meisterschaft und damit Gold holte 1927 in Schwerin schließlich ein mit Martin Schwingeler, Jürgen Stange, Hermann Wassenberg, Alfred Preuß, Max Horster, August Berges, Hans Großmann, Fritz Streck und dem Steuermann Carl Braschoß besetzter Achter. Ein gemeinsam mit dem Kölner RV 1877 gebildeter Achter verpasste 1928 das Podium bei der Deutschen Meisterschaft. Diese war gleichzeitig als Qualifikation für die Olympischen Spiele in Amsterdam ausgerichteten worden.
Die Weltwirtschaftskrise bereitete dem sportlichen Höhenflug der KRG ein baldiges Ende. Mittel für neues Material, die Entlohnung der Ausbilder und die dringende Sanierung des marode gewordenen Bootshauses fehlten. 1931 musste die KRG einen Großteil ihres Eigentums veräußern und zog mit ihren Ruderbooten in eine provisorische Baracke auf das Gelände des Holzgroßhändlers Sulpiz Boisserée jr., während der Bootssteg als Strandbad vermietet wurde. Hatte die KRG 1926 stolze 358 aktive Mitglieder vorzuweisen, waren es 1935 nur noch 79, die sich den Luxus einer Mitgliedschaft in einem Ruderverein leisten konnten. Um dem drohenden Niedergang der KRG entgegenzuwirken, fusionierte man 1937 unter der Führung von Max Sutter mit dem jungen Kölner RK 1931, womit auch der Einzug in das bis heute bestehende Vereinsgelände im Kölner Stadtteil Rodenkirchen verbunden ist.

### Nachkriegszeit
Während des Zweiten Weltkrieges fiel das Bootshaus nicht nur Plünderungen, sondern aufgrund seiner Nähe zur Rodenkirchener Brücke auch Bombenangriffen zum Opfer. Darüber hinaus hatte die KRG an den Kriegsfronten zwölf seiner aktiven Ruderer verloren. 1945 wurde der Ruderverein zudem nach Besatzungsstatut von den Alliierten kurzzeitig verboten.
In den Nachkriegsjahren glückte der KRG allerdings unter dem damaligen Vorsitzenden Jupp Zorn, der mit Ido Franke erstmals auch eine Frau in den Vorstand holte, ab 1947 eine rasche Reaktivierung des Vereinslebens. Es wurden nicht nur erneut eigene Trainer engagiert, sondern zwischen 1949 und 1960 das Bootshaus schrittweise restauriert und um weitere Gebäude ergänzt (der Einweihung wohnten unter anderem Franz Meyers, damals Ministerpräsident des Landes Nordrhein-Westfalen, sowie Kölns damaliger Oberbürgermeister Theo Burauen bei). Die neuen Bedingungen und eine Partnerschaft mit der Deutschen Sporthochschule brachten der KRG mit Steuermann Herbert Höner und den Ruderern Günter Wallerstein, Rudolf Keller, Heinrich Haeckel und Herbert Schilling 1954 den Sieg der Deutschen Meisterschaft in Hannover im Leichtgewichtsvierer ein. In den Folgejahren errang die KRG bei Deutschen Meisterschaften im Leichtgewichtsachter 1956 den dritten, im Leichtgewichtsvierer mit Steuermann 1959 den zweiten, im Leichtgewichtsvierer ohne Steuermann 1960 den dritten und 1961 den zweiten, sowie im Doppelzweier 1968 den zweiten Platz. Hinzu kam die Ausrichtung zahlreicher eigener Regatten für Nachruchsruderer, die vom eigenen Bootssteg auf dem Rhein starteten. Das Training fand wiederum auf dem Decksteiner Weiher unweit des Geißbockheimes statt, wo man mit Unterstützung des 1. FC Köln einen Lagerschuppen mit eigenen Ruderbooten bestücken konnte. 1961 schloss sich außerdem die Vereinigung Wassersport Rodenkirchen 1925 der KRG an und im Folgejahr wurde eine eigene Sporthalle errichtet.
1968 erlaubte der neu gewählte Vorstand unter Richard Gassen schließlich auch Frauen die aktive Vollmitgliedschaft, obwohl die Ruderinnen der KRG bereits in den zwei Jahrzehnten zuvor beachtliche Erfolge auf Regatten gefeiert hatten. Erwähnenswert sind dabei der zweite Platz im Doppelzweier und der dritte Platz im Doppelvierer bei der Deutschen Meisterschaft in Hannover 1961. Letztere Formation errang bei der Deutschen Meisterschaft in Mainz im Jahr darauf zudem den dritten Platz im Doppelvierer. Dank der Reform besaßen die Frauen nun volles Stimmrecht, konnten alle vereinseigenen Ruderboote nutzen und an gemischten Ausfahrten teilnehmen. Einen bedeutenden dritten Platz konnte die Damenriege der KRG bei der Deutschen Meisterschaft jedoch erst wieder 1999 holen (im Leichtgewichtsvierer ohne Steuerfrau, bestehend auch aus Ruderinnen der Kettwiger RG 1906 und des Neusser RV).
Ab 1970 konzentrierte sich die KRG vor allem auf die Nachwuchsförderung und nutzte bis 1978 neben dem Rhein auch die Regattabahn im Kölner Stadtteil Fühlingen für ihr Training. Neue aktive Ruderer kamen dabei aufgrund eigens gebildeter Schülerriegen vornehmlich von benachbarten Kölner Gymnasien. An diesen unterrichten Lehrer wie Hans-Martin Siebert oder Jürgen Borkowski, die zugleich Mitglieder in der KRG waren und an der Ruderausbildung mitwirkten. Sowohl die Senioren als auch der Nachwuchs holten insbesondere unter der Obhut des renommierten Trainers Helmut Lohbeck in über drei Jahrzehnten fast tausend Siege bei Rennen auf heimischen und internationalen Regatten. 1988 wurde außerdem eine Vereinsfreundschaft zur RG Wiking Berlin begründet. Für die in langjährigem Wirken erworbenen und besonderen Verdienste um die Pflege und Entwicklung des Ruderns in Deutschland wurde die KRG vom damaligen Bundespräsidenten Richard von Weizsäcker 1992 mit der Sportplakette ausgezeichnet. Die Nachwuchsruderer der KRG feierten ihre größten Siege schließlich um die Jahrtausendwende, so unter anderem 1998 mit zwei Deutschen Meisterschaften, im Vierer und Doppelvierer.

### Gegenwart
2002 entsandte die KRG letztmals eigene Ruderer nach erfolgreichen Qualifikationen und Siegen bei Deutschen Meisterschaften der Junioren zu offiziellen Regatten des Weltruderverbandes. Aufgrund gestiegener personeller sowie finanzieller Anforderungen im leistungssportlichen Bereich, widmet sich die KRG seit 2012 ausschließlich dem Rudern als Breitensport. Eigenverantwortlich durchgeführte Teilnahmen ihrer aktiven Mitglieder an Wettkämpfen für Breitensportler, wie dem Düsseldorfer Rheinmarathon schließt dies jedoch nicht aus. Zum 125-jährigen Vereinsjubiläum organisierte die KRG außerdem erstmals auf Vorschlag ihres damaligen Vorsitzenden Ulrich Bartelt den sogenannten Kölnvierer, eine lokale Regatta für gemischtgeschlechtliche Mannschaften aller Rudervereine auf Kölner Stadtgebiet links und rechts des Rheins.
Neben dem Wanderrudern, das innerhalb der KRG seit der Gründung betrieben wird, gewinnt in den letzten Jahren ferner das Ergorudern zunehmend an Popularität. Beim jährlich bis 2019 vom Kölner RV 1877 in Zusammenarbeit mit dem ASV Köln ausgetragenen Ergocup war die KRG regelmäßig erfolgreich vertreten. 2023 half die KRG neben anderen Rudervereinen beim 57. Deutschen Wanderrudertreffen mit, unter anderem, indem sie ihr Vereinsgelände für die startenden Teilnehmer zur Verfügung stellte. Dank einer Partnerschaft mit der Hürther RG nutzt die KRG neben ihrer Hausstrecke auf dem Rhein, die entlang des Weißer Bogens zum 2020 neu eröffneten Sürther Bootshaus führt, auch den Otto-Maigler-See in Hürth im dortigen Stadtteil Burbach für die Ausbildung neuer Mitglieder.
Dank des auf dem Vereinsgelände bestehenden Tenniscourts besitzt die KRG eine seit 1953 aktive Tennisabteilung mit eigenem Trainer, dem Sportpädagogen Wolff Wienands, und eine in der vereinseigenen Sporthalle spielende sowie gelegentlich an Freizeitturnieren teilnehmende Basketballriege. Ab 1983 existierte innerhalb der KRG des Weiteren eine lose Paddelgruppe, die mit privaten Kajaks die Villeseen und verschiedene Nebengewässer des Rheins erkundete, gegenwärtig jedoch inaktiv ist. Ansonsten runden Kraftsport und Gymnastik für alle Altersklassen dank entsprechender Räumlichkeiten unter Aufsicht von Jan Hüllen und Gerd Gorski das Angebot der KRG ab. Die im eigenen Bootshaus in Rodenkirchen untergebrachte Gastronomie sowie mehrere Seminarräume werden über externe Pächter betrieben. Die von der KRG jahrelang beherbergten Rudervereine RV Schwarzer Adler und RK Preußen Köln sowie die akademische Ruderverbindung ARV Borussia zu Köln haben sich zwischen 2017 und 2020 aufgelöst.

## Erfolge (Auswahl)
Gelistet werden nur Podiumsplatzierungen bei offiziellen Deutschen Meisterschaftsrennen ohne Juniorenwettbewerbe.
- 1925  Zweiter im Vierer ohne Steuermann
- 1926  Deutscher Meister im Vierer ohne Steuermann
- 1926  Zweiter im Achter
- 1927  Deutscher Meister im Achter
- 1954  Deutscher Meister im Leichtgewichtsvierer mit Steuermann
- 1956  Dritter im Leichtgewichtsachter
- 1959  Zweiter im Leichtgewichtsvierer mit Steuermann
- 1960  Dritter im Leichtgewichtsvierer ohne Steuermann
- 1961  Zweiter im Leichtgewichtsvierer ohne Steuermann
- 1961  Zweiter im Frauen-Doppelzweier
- 1961  Dritter im Frauen-Doppelvierer
- 1962  Dritter im Frauen-Doppelvierer
- 1968  Zweiter im Doppelzweier
- 1999  Dritter im Leichtgewichtsvierer ohne Steuerfrau

## Bekannte Mitglieder
- Clemens Schorlemer-Lieser (1856–1922), deutscher Politiker und Minister
- Heinrich Schmitz (1909–1991), deutscher Politiker
- Georg Petzl (* 1941), deutscher Altphilologe und Epigraphiker
- Karin-Bettina Encke (* 1969), deutsche Prädikantin
- Anja Backhaus (* 1975), deutsche Rundfunkmoderatorin

## Publikationen
Neben den Clubmitteilungen, einer Mitgliederzeitschrift rund um das Vereinsgeschehen, die ab 1964 unter wechselnden Titeln quartalsweise erschien und seit 2003 halbjährlich herausgegeben wird, hat die KRG folgende Festschriften publiziert:
- Jupp Zorn (Hrsg.): Festschrift zum 60-jährigen Jubiläum der Kölner Rudergesellschaft 1891, 34 Seiten, Nordland, Lüneburg 1951
- Hans Großmann (Hrsg.): 75 Jahre Kölner Rudergesellschaft 1891, 128 Seiten, Schertgens, Köln 1966
- Heinrich Witt (Hrsg.): Zum 90-jährigen Jubiläum der Kölner Rudergesellschaft 1891, 43 Seiten, EV, Köln 1981
- Richard Gassen (Hrsg.): 100 Jahre Kölner Rudergesellschaft 1891, 124 Seiten, DKD, Hürth 1991
- Hans-Martin Siebert (Hrsg.): 125 Jahre Kölner Rudergesellschaft 1891, 75 Seiten, EV, Köln 2016